# Rainer Schwarz (Ökonom)
Rainer Schwarz (* 26. November 1941 in Leipzig) ist ein deutscher Wirtschaftswissenschaftler und Philosoph.

## Leben und Wirken
Nach der Oberstufe und dem Abitur an der Arbeiter-und-Bauern-Fakultät II in Halle (Saale) studierte Rainer Schwarz Physik an der Leningrader Universität mit der Spezialisierung Festkörperphysik. Darauf folgend arbeitete er als Doktorand an der Philosophischen Fakultät der Berliner Humboldt-Universität unter Hermann Ley zu philosophischen Problemen der Naturwissenschaften. In dieser Zeit beschäftigte er sich mit der Operationsforschung und wurde Leiter dieser Gruppe an der Humboldt-Universität. 1970 promovierte er mit dem Thema Philosophische und methodische Probleme der Allgemeinen Systemtheorie. Von 1970 bis 1989 arbeitete er als wissenschaftlicher Mitarbeiter  am Zentralinstitut für sozialistische Wirtschaftsführung. Zuerst war dabei unter Hannelore Fischer in der Operationsforschung tätig und beschäftigte sich mit der Weiterbildung von Führungskräften in den Aufgaben des Neuen Ökonomischem Systems der Planung und Leitung (NÖS). Nach dem Verbot der Operationsforschung in der DDR im Jahre 1971 wandte er sich in Zusammenarbeit mit dem Forschungsdirektor Gerd Friedrich der Entscheidungstheorie zu. Dabei programmierte er den Tischrechner HP 9830A, um erfahrene Entscheider im Mensch-Maschine-Dialog zu unterrichten. Während dieser Zeit habilitierte er sich mit dem Thema Zur Vervollkommnung von Entscheidungen in der sozialistischen Wirtschaftsführung. Von 1986 bis 1989 war er außerordentlicher Professor für ökonomisch-mathematische Methoden am Zentralinstitut für sozialistische Wirtschaftsführung. Danach arbeitete er von 1989 bis 1991 als Professor an der Akademie der Wissenschaften der DDR am Institut für Theorie, Geschichte und Organisation der Wissenschaft.
Nach der Wende forschte er am Wissenschaftszentrum Berlin für Sozialforschung in der Arbeitsgruppe von Horst Albach zur Transformation. Von 1994 bis 2007 war er Professor für Allgemeine Betriebswirtschaftslehre an der Brandenburgischen Technischen Universität Cottbus-Senftenberg.

## Schriften
- Nichtmaterielle Leistungen in Wechselbeziehung mit der materiellen Produktion (zusammen mit E. Kigyossy-Schmidt), Akademie-Verlag Berlin, 1983.
- Berührungen zwischen Physik und Ökonomie (zusammen mit H. Koziolek), Berlin 1986
- Grundzüge einer Systemanalyse von Reproduktionskreisläufen (zusammen mit H. Koziolek und B. Matthes), Akademie-Verlag Berlin, 1988.
- Chaos oder Ordnung?, Einsichten in die ökonomische Literatur zur Transformationsforschung, Metropolis Verlag Marburg 1995.
- Controlling-Systeme: Eine Einführung in Grundlagen, Komponenten und Methoden des Controlling., Gabler Verlag Wiesbaden, 2002.
- Wörterbuch Wirtschaft für Studium und Praxis: Deutsch-Russisch Russisch-Deutsch (zusammen mit K. Gebicke), Lucius & Lucius Verlag Stuttgart, 2004.